# Guillén de Castro
Guillén de Castro y Bellvís (n. 4 noiembrie 1569 - d. 28 iulie 1631) a fost un dramaturg spaniol, reprezentant al școlii lui Lope de Vega.

## Opera
- 1628: Isprăvile din tinerețe ale Cidului ("Las mocedades del Cid");
- 1625: Faptele eroice ale cidului ("Las hazañas del Cid") (aceste două piese sunt inspirate din vechile balade spaniole);[3]
- între 1600 și 1602: Contele de Alarcos ("El conde Alarcos");
- 1599: Dido și Eneas ("Dido y Eneas").